# Chlorovibrissea tasmanica
Chlorovibrissea tasmanica är en svampart som först beskrevs av Rodway, och fick sitt nu gällande namn av L.M. Kohn 1989. Chlorovibrissea tasmanica ingår i släktet Chlorovibrissea och familjen Vibrisseaceae.   Inga underarter finns listade i Catalogue of Life.